# Aisha bint Al Hussein
Aisha bint Al Hussein (Amán, 23 de abril de 1968) es una princesa jordana. Es la cuarta hija del rey Al Hussein I de Jordania, nacida de su relación con la princesa de origen británico, Muna Al Hussein.